# Pterygoneurum chotticum
Pterygoneurum chotticum là một loài Rêu trong họ Pottiaceae. Loài này được (Trab.) Broth. miêu tả khoa học đầu tiên năm 1902.